# Berta d'Aragó

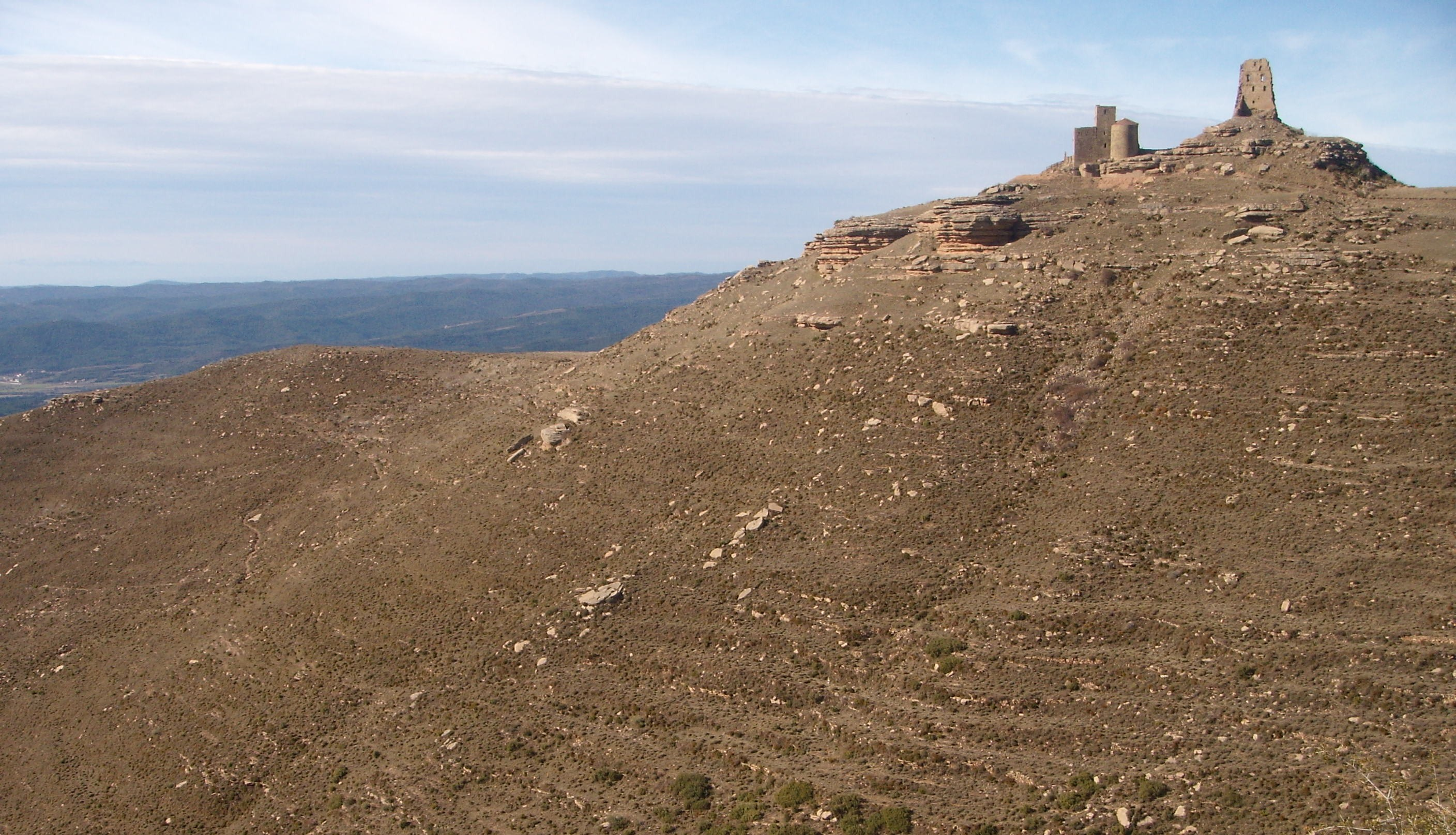
Castell de Marcuello, des del qual governava Berta d'Aragó.

Berta d'Aragó (h. 1075 – abans de 1111) va ser reina consort d'Aragó i Navarra. Fou filla de Pere I de Savoia i d'Agnès d'Aquitània.
El poc que els historiadors coneixen sobre ella és a partir de la seva estada a Aragó en qualitat d'esposa d'un rei. Era una dama italiana anomenada Berta, de la qual no es té més notícia tret que va sobreviure al seu marit i va viure al peu de la serra de Marcuello com a "reina" d'un conjunt de pobles organitzats com a Estat denominat popularment "El Regne dels Mallos" (Agüero, Murillo, Riglos, Marcuello, Ayerbe, Sangarrén i Callén) i que emetia documents, tot això per la gràcia del seu difunt emmanillo i amb el consentiment del seu cunyat Alfons".
Els investigadors històrics han pogut treure algunes conclusions si no directes, almenys amb l'ajuda de l'estudi dels documents de la seva època, barrejant dades, conclusions que a la llarga han estat envoltades per altres persones d'una aurèola de romanticisme que frega la fantasia. El genealogista Szabols de Vajay després d'uns treballs de recerca, fa conjectures sobre l'origen italià de Berta afegint: podria ser del cercle familiar de l'emperadriu Berta de Suze.

## Berta a Aragó
En morir Inés d'Aquitània (la primera esposa de Pere I) el dia 6 de juny de 1095, va deixar un fill mascle, Pere, i una filla, Agnès, menors d'edat i, sembla ser, amb poca vida. El problema de successió en el regne d'Aragó i en el regne de Pamplona era una miqueta inquietant. En el regne d'Aragó es creia que els reis eren éssers sobrenaturals, seleccionats directament per Déu per a aquest menester, i els poders reals havien de passar per línia directa de pares a fills o a germans.
Amb hereus al tron tocats per la mort es va buscar una dona per fecundar fills del rei, hereus al regne; la triada va ser Berta; es va casar amb Pere I el dia 16 d'agost de 1097 en la catedral d'Osca.
Els dos fills del primer matrimoni, Pere i Isabel, havien mort cap a l'any 1104 i el rei Pere necessitava un hereu. No tingueren fills i Pere va morir a l'any següent.
A la mort de Pere I, la seva vídua donya Berta es va quedar a Aragó durant un any. Era aquest el termini imprescindible, ja que, podia tenir un fill del rei difunt: és norma general de dret comú. Però no va haver-hi nen, així és que donya Berta no va poder romandre al regne com a regent, segons les lleis existents a Aragó:
- Segons la norma de successió al regne d'Aragó: "El futur Rei deu ser el fill primogènit mascle de matrimoni legítim, canònic, i en el qual hagi intervingut el lliurament de dot o arres per part del marit".
- En cas de faltar el primogènit, passa al següent i de no haver-hi fills la successió passa al germà mascle, posterior, del difunt; en aquest cas aquest germà era Alfons I el Bataller.
- Les reines no poden executar els poders reials; encara que per línia directa -que no és el cas- sí que siguin transmissores.
- Per aquesta norma s'entén que Alfons I el Bataller és rei d'Aragó per dret propi, i no pot haver-hi regència per part de la seva cunyada donya Berta.

Malgrat tot se sap pels documents trobats que donya Berta segueix signant afers importants amb el títol de reina. Signatura amb títol de reina per ser el títol jeràrquic que posseeix (en haver estat esposa de rei) i que una vegada vídua no perd. La reina Felícia (mare d'Alfons I), tampoc va perdre ni el seu títol ni el seu dot (Ardanés, Ballo i Biel) per quedar vídua del seu espòs Sanç Ramírez. En els documents que estén la reina Berta respecta l'escalafó d'autoritat; primer anava el rei, després ella, els tinents i bisbes; és a dir: depèn del rei. En els documents que estén el rei Alfons I d'Aragó, no la reconeix com a reina de cap territori (existiria evocació al suposat conveni).
El regnat de la reina Berta és atípic i únic, no el regnat en sí, sinó la circumstància. Per primera vegada, a Aragó, queda vídua una reina consort sense descendència.
La corona d'Aragó i Navarra van passar a Alfons que era mig germà de Pere.
Berta tenia un dot, però Alfons es va apoderar de totes les terres de Pere. No se sap quan ni on va morir Berta.
No hi ha documentació per poder-li seguir el rastre des que va abandonar Aragó. Alguns historiadors opinen que se'n va anar a França i uns altres diuen que a Itàlia, però no hi ha gens fonamentat. Els darrers documents conservats són dels anys de matrimoni d'Alfons I i Urraca de Castella. Una cançó popular revela: "a una reina que va escapar amb el seu amant", i parla d'una reina trista que se n'anà amb un cavaller.

## El dot de la reina
En les normes existents per al funcionament del regne, es diu que l'existència de dot en el matrimoni pot condicionar que els futurs fills puguin ser o no reis d'Aragó. L'existència de dot en el matrimoni de Berta és una de les claus per pensar: "La reina es va buscar com a mare de reis".
Aquestes poblacions que constitueixen el dot no es lliuren amb títol de regne. Se li donen a la reina perquè les posseeixi i governi, però sempre de mà del rei. En aquest temps la terra estava governada mitjançant un sistema d'"honors". Els honors constaven d'un nucli fortificat i del territori que ho envoltava. Sobre els habitants d'aquestes honors pesaven una sèrie de tributs pel cultiu del sòl, que suposava la novena o desena part de la collita, i per l'instrument de cultiu de la terra (parella de bous), que consistia en un nombre establert de gallines, carners, mesures de cereals, pans, vi o formatges.
Les poblacions que formaven el dot de la reina Berta posseïen tinents durant els anys del seu govern. El tinent era una persona, sènior, al que el monarca lliurava l'honor perquè la governés en tinença. El tinent exercia les funcions delegades del rei, tant en administració com en execució de la justícia. Els ingressos es repartien a parts iguals entre el tinent i el rei, en cas de terres dotals amb la reina.
La reina és la propietària del dot en aquestes condicions: El rei Pere I, el seu marit (per fer donacions del dot de la reina Berta) està obligat a aconseguir-li permís i signar els documents amb la seva autorització.

## Normes de successió des delseglexii
En el Regne d'Aragó, des del segle xii existeixen una sèrie de normes que són mandats del rei, en el seu sistema jeràrquic, superat únicament per Déu; no estan escrites enlloc; però es van esbrinant en els documents de l'època que, sobre aquest tema, han anat arribant als nostres dies, tals com:
- Carta d'arres de Ramir I d'Aragó, donades a la seva esposa Gisberga, l'any 1036.
- Testaments de Ramir I de 1059 i 1061.
- Diversos documents de Pere I i Alfons I, en què hi ha ressenyes sobre el dot de la reina Felícia.
- Compromisos aconseguits per Alfons I i Urraca de Castella per regular el seu matrimoni.
- Documents de Pere I i la seva esposa Berta que donen notícies de les terres dotals d'ella.
- Documents que regulen els desposoris i matrimoni de Peronella d'Aragó amb el comte Ramon Berenguer IV de Barcelona.
- Carta d'afillament de Sanç VII de Navarra amb Jaume I d'Aragó.

L'estudi de tots aquests documents mostra clarament elements d'aplicació d'aquestes pautes en la successió dels reis d'Aragó que, des de Ramir I durant gairebé cinc-cents anys, van ser una de les causes que van permetre la gran expansió de la Corona d'Aragó.
Segons la norma de successió al regne d'Aragó, el futur rei ha de ser el fill primogènit mascle de matrimoni legítim, canònic, i en el qual hagi intervingut el lliurament de dot o arres per part del marit. En cas de faltar el primogènit, passa al següent i de no haver-hi fills, la successió passa al germà mascle posterior al difunt; en el cas de Pere I i la seva dona Berta aquest germà va ser Alfons I el Bataller.
Les reines no poden executar els poders reials, només poden ser-ne transmissores; per aquesta norma s'entén que Alfons I el Bataller és rei d'Aragó per dret propi. I a més, Alfons el Bataller hagué de rebre íntegres les terres patrimonials heretades pel seu germà i la potestat reial sobre elles. Hi ha una clàusula referent a això que diu: És obligatori transmetre a l'hereu els béns patrimonials que s'han rebut de l'antecessor, sense disminució alguna. No es pot fraccionar la terra ni la potestat reial.

## Solució a casos similars
- Joan I el Caçador es casà successivament amb Marta d'Armagnac i amb Violant de Bar, de les quals no va tenir descendència masculina. A la seva mort li va succeir el seu germà Martí I l'Humà.
- Martí I va casar en segones núpcies amb Margarida de Prada de Conflent, de la qual no va tenir descendència. El problema successori es va resoldre mitjançant el Compromís de Casp, que va concedir el tron a Ferran I el d'Antequera.
- Alfons V el Magnànim, casat amb Maria Enríquez, va morir sense fill legítim (tingué un fill bord, Ferran, que va heretar part de les seves possessions a Itàlia). Li va succeir en el tron de la Corona d'Aragó el seu germà Joan II.
- Ferran II el Catòlic es va casar en segones núpcies amb Germana de Foix, de la qual va tenir un fill mascle que va morir a les poques hores de nàixer; hagués estat el futur rei d'Aragó. Hereva de les corones d'Aragó i Castella, Joana I de Castella, va transmetre tots els regnes al seu fill Carles I.